# Disa versicolor
Disa versicolor är en orkidéart som beskrevs av Heinrich Gustav Reichenbach. Disa versicolor ingår i släktet Disa och familjen orkidéer. Inga underarter finns listade i Catalogue of Life.